# Alfred Jermaniš
Alfred Jermaniš (21 januari 1967) is een voormalig profvoetballer uit Slovenië. Hij speelde als middenvelder bij onder meer NK Koper en Olimpija Ljubljana.

## Interlandcarrière
Onder leiding van bondscoach Bojan Prašnikar maakte Jermaniš zijn debuut voor het Sloveens voetbalelftal op 3 juni 1992 in de vriendschappelijke wedstrijd tegen Estland (1-1). Dat was de eerste officiële interland van de voormalige Joegoslavische deelrepubliek sinds de onafhankelijkheid. Hij moest in dat duel na 72 minuten plaatsmaken voor Igor Benedejčič. Jermaniš speelde in totaal 29 interlands, en scoorde één keer voor zijn vaderland.

## Erelijst
Olimpija Ljubljana
- Sloveens landskampioen

1992
 Rapid Wien
- Beker van Oostenrijk

1995
 NK Gorica
- Sloveens landskampioen

1996
- Sloveense Supercup

1996